# St. Amandus (Worms)

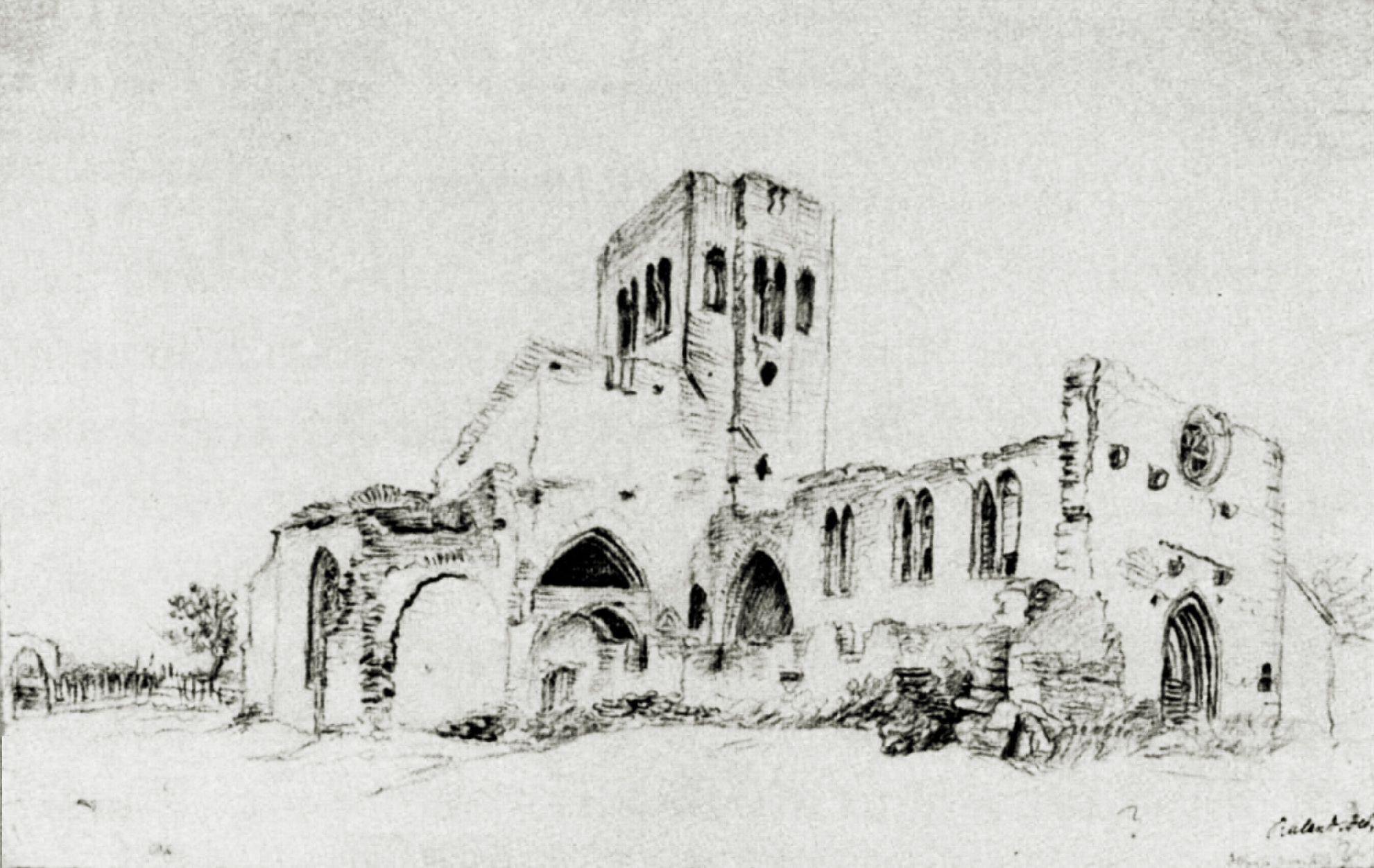
Ruine der Amanduskirche um 1800, Johannes Ruland

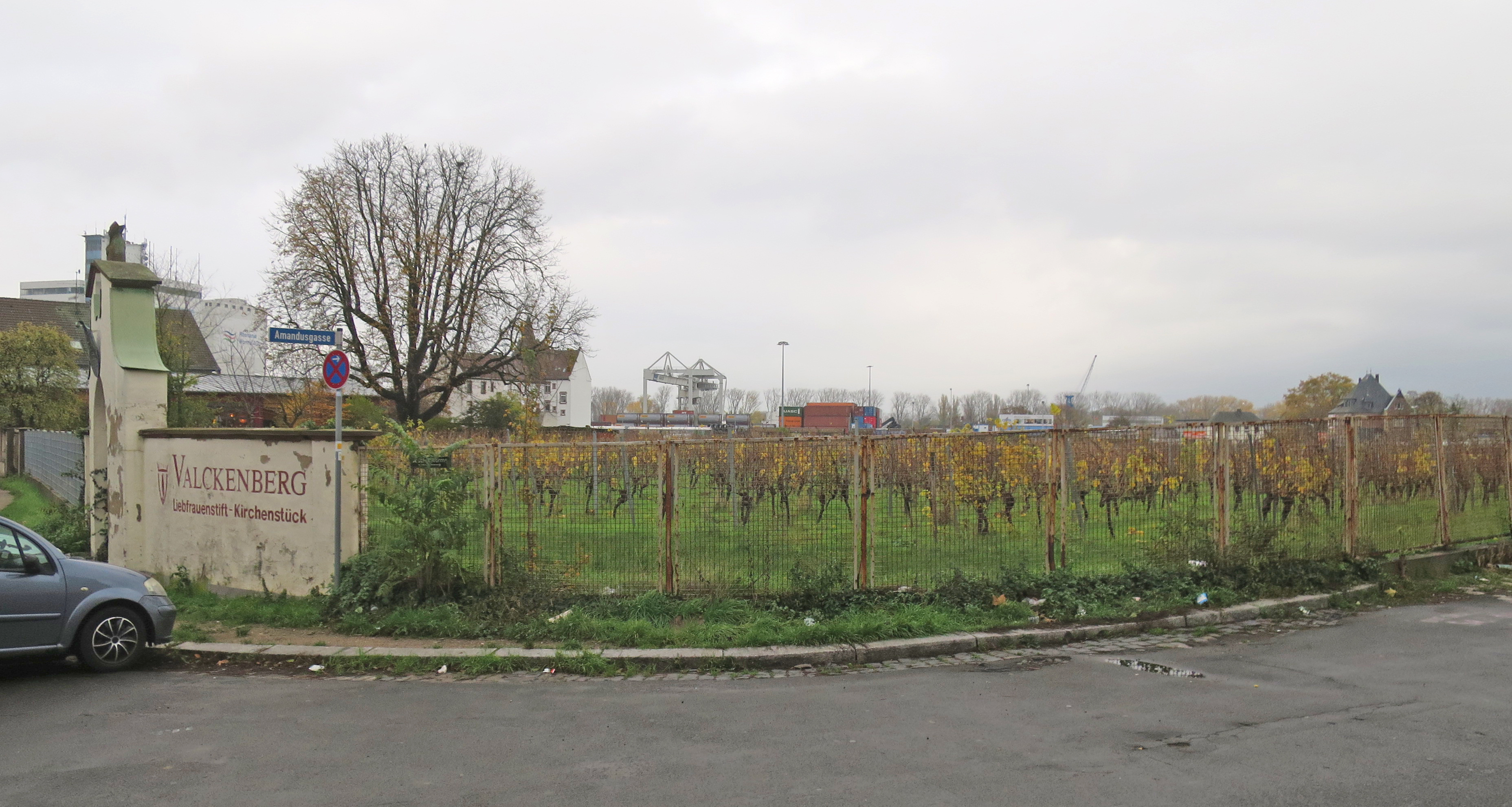
Zustand des Platzes 2023, an dem die Kirche stand.

St. Amandus war eine der neun Pfarrkirchen im mittelalterlichen und frühneuzeitlichen in Worms.

## Geografische Lage
Die Amanduskirche lag an der Ecke der heutigen Straßen „Liebfrauenstift“ und „Amandusgasse“ auf dem Gelände eines großen Friedhofs aus spätrömischer Zeit. Der genaue Umfang des Pfarrbezirks ist nicht bekannt. Die Kirche war für die nördlich des inneren Mauerrings gelegene Siedlung, die „Mainzer Vorstadt“, zuständig.

## Geschichte
Die frühe Geschichte der Amanduskirche liegt im Dunkeln. Der Legende nach steht ihre Gründung in Zusammenhang mit dem heiligen Amandus, der im 7. oder 8. Jahrhundert Bischof von Worms war. Von 1007 stammt die älteste erhaltene Urkunde, in der die Kirche erwähnt und mit der sie an den Dompropst übertragen wurde. 1234 bestätigte der Dompropst das Patronatsrecht der Amanduskirche für die Dompropstei. Bei der Übertragung der Kirche an das Kloster Maria Himmelskron 1283 wurde sie als Pfarrkirche bezeichnet, 1324 dem Liebfrauenstift inkorporiert.
Bereits 1450 bestanden schwere Baumängel und die Kirchengeschworenen berichteten über Einsturzgefahr. Bis 1496 gab es an der Kirche einen Gemeindepriester (Pleban) und vier Altaristen.
Im Dreißigjährigen Krieg riss die schwedische Besatzung der Stadt Worms 1632 das Kirchendach ab, weil sie Holz zum Schanzen brauchte. Die pfarrkirchlichen Rechte wurden in der Folge auf die Liebfrauenkirche übertragen. 1637 erhielten die Kapuziner die Kirchenruine zum Aufbau eines Klosters zugeteilt, hatten aber kein Geld für einen Klosterneubau. So kam es 1642 mit dem ebenso unter wirtschaftlichen Schwierigkeiten leidenden Liebfrauenstift zu einer Abmachung, die den Kapuzinern zwei am Kreuzgang der Stiftskirche gelegene und nicht mehr besetzte Stiftsherrenhäuser und die dort gelegene Jodokuskapelle als Ordenskirche überließ, wofür sie Gottesdienste in der Stiftskirche übernahmen. Das Projekt an der Amanduskirche wurde aufgegeben.
Nach der Stadtzerstörung 1689 war der Bereich außerhalb der Stadtmauer nur noch wenig besiedelt und eine Pfarrkirche nicht mehr nötig, zumal in unmittelbarer Nähe noch die Liebfrauenkirche vorhanden war. Hier gab es 1753 nur noch 17 Haushaltungen – ohne dass die Quelle angibt, ob das eventuell nur die römisch-katholischen Haushaltungen waren. Das Untergeschoss des Kirchturms war nach der Stadtzerstörung provisorisch zum Wohnen hergerichtet worden.
Ende des 18. Jahrhunderts trugen sowohl das südliche als auch das nördliche Querhaus noch ihre Gewölbe, auch wenn der die Bauaufnahme durchführende Maurermeister zum nördlichen feststellte: das Gewölb darüber droht dem Einfallen stündlich. Die Außenmauern und die unteren Geschosse des Kirchturms  standen. Noch während die Stadt und das Liebfrauenstift um die Kostenübernahme einer Wiederherstellung vor Gericht stritten, stürzte 1791 ein Teil des Gewölbes ein, 1792 ein Teil des Kirchturms. Um der Gefahr für die öffentliche Sicherheit vorzubeugen, ließ der Magistrat daraufhin weitere einsturzgefährdete Teile abtragen. Der Rechtsstreit mit dem Stift um den Bauunterhalt ging ohne Urteil in der Neustrukturierung nach dem Übergang von Worms an Frankreich unter. 1802/03 kam es zu einer kirchlichen Neuorganisation auch im Bereich von Worms: Die Stadt erhielt nun drei Pfarreien, der ehemalige Bezirk von St. Amandus / Liebfrauen ging in einer neuen Pfarrei „Liebfrauen“ mit erweiterter örtlicher Zuständigkeit auf.
Anfang des 20. Jahrhunderts waren von der Kirche noch die südliche Wand des Langhauses und der südliche Teil des Querschiffs erhalten. Auch bis 1956 standen noch bauliche Reste. Im September 1956 gestattete Oberbürgermeister Heinrich Völker US-Streitkräften, die für den Bau eines Sportplatzes einige Kubikmeter Schutt zum Auffüllen benötigten, die Ruine dafür abzureißen.

## Gebäude
Aufgrund der frühen Zerstörung des Gebäudes gibt es nur eine unvollständige Vorstellung über dessen Aussehen. Neben den Feststellungen zu der Zeit, als die Ruine noch vorhanden war, ist das die Prozessakte des oben erwähnten Rechtsstreits aus dem Jahr 1783, die einen Grundriss enthält, den ein Maurer- und Steinhauermeister und ein Zimmermeister angefertigt hatten. Die Kirche hatte demnach ein Querschiff, einen – wenn auch sehr unregelmäßigen – kreuzförmigen Grundriss und wies nach Osten einen Chor mit Fünfachtelschluss auf. Längsachse von Langhaus und Chor waren gegeneinander verschoben. Offenbar hatte die Kirche nur nach Norden ein Seitenschiff. Über dem gotischen Hauptportal befand sich eine Fensterrose. Das Langhaus der Ruine besaß nach Süden vier frühgotische Fenster. Das Querhaus hatte nach Süden ein weiteres gotisches Fenster. Insgesamt war die Kirche im Zustand ihres Endausbaus also ein gotisches Gebäude. Über den oder die Vorgängerbau(ten) ist wenig bekannt. Dazu zählte wohl der romanische Turm und eine romanische Krypta. Von dem Turm wurde im 18. Jahrhundert vermutet, dass dessen unteres Stockwerk zugleich als Sakristei gedient habe. Nach den Feststellungen von 1783 soll sich an der Kirche ein Kreuzgang befunden haben. Dies ist aber sehr zweifelhaft, da die Kirche nie als Klosterkirche diente.
Hinsichtlich der Ausstattung sind zwei Altäre sicher bekannt, ein Heiligkreuzaltar und ein Nikolausaltar, zwei weitere für St. Georg und einen Heiligen „Wambold“ sind möglich.

## Wissenswert
Eine zweite St.-Amandus-Kirche entstand als römisch-katholische Pfarrkirche 1952 in Worms-Neuhausen.